# Adlerschießen (Würfelspiel)

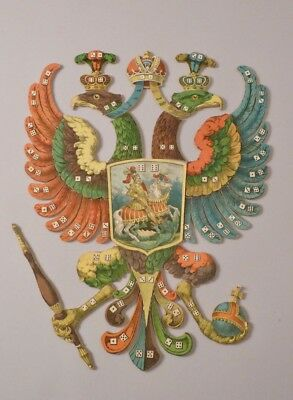
„Das Adlerschiessen auf dem Tische“ – Vorlage Adler

Das Adlerschießen ist ein historisches Würfel- und Glücksspiel, das vom Vogelschießen beim Schützenfest abgeleitet wurde. Das vor allem im 18. und 19. Jahrhundert verbreitete Spiel wurde mit aufwändig gestalteten Würfelfeldern in Form von Schützenadlern gespielt und wie beim Vogelschießen mussten die Teilnehmer versuchen, nach und nach Teile des Adlers zu treffen und zu entfernen, um die wertvollsten Teile des Adlers zu gewinnen.

## Beschreibung
Adlerschießen wird in der Regel mit zwei Würfeln und mit mindestens drei Mitspielern gespielt. Bei verschiedenen Varianten können auch nur ein oder mehr als zwei Würfel genutzt werden. Zentrales Element des Spiels ist ein Bild eines Adlers oder ein zusammengebauter Adler aus zahlreichen Einzelteilen, auf dessen einzelnen Elementen Würfelzahlen abgebildet sind. Die Spieler würfeln reihum und versuchen, Teile des Adlers „abzuschießen“, indem sie die passenden Würfelkombinationen werfen. Zudem spielen die Mitspieler in der Regel um einen Einsatz in Form von Münzen oder Spielchips, der vor dem Spiel vereinbart und in einen gemeinsamen Pott eingezahlt wird. Dabei wird eine Gesamtsumme von 70 bis 80 Münzen im Pott benötigt, zu der jeder Spieler mit dem gleichen Anteil beiträgt.
Der jeweils aktive Spieler wirft die beiden Würfel, bei denen die Einzelbilder und nicht die Gesamtzahl der Augen gezählt werden. Entspricht der Wurf einem geforderten Ergebnis eines freistehenden Teils des Adlers, einem „Span“, wird dieser mit einem Spielchip abgedeckt (oder bei einem Papier- oder Holzmodell entfernt). Dabei sind alle außen liegenden Elemente des Adlers freistehend, also sämtliche Schwungfedern, alle Schwanzfedern, die kleinen Kronen sowie die von den Krallen gehaltenen Zepter und Reichsapfel. Wenn alle Schwungfedern entfernt wurden, werden die Hauptflügelstücke freistehend, und nachdem alle Schwanzfedern entfernt sind, wird das Hauptschwanzstück freistehend. Gleiches gilt für die Oberschenkel, wenn Zepter und Reichsapfel entfernt wurden, und für die Köpfe, wenn die kleinen Kronen abgeschossen wurde. Die zentralen Stücke werden entsprechend frei, wenn nach und nach alle weiteren Stücke entfernt wurden. Jeder Treffer wird mit Chips bzw. Münzen aus dem Pott belohnt, wobei die Anzahl der gewonnenen Münzen von den äußeren zu den zentralen Stücken zunimmt.
Alle Würfe mit einem Ergebnis, das bereits abgedeckt oder entfernt wurde oder einem nicht freistehenden Span entspricht, wird als Fehlwurf gewertet. Fehlwürfe werden bestraft und abhängig vom Würfelwert müssen die Spieler Chips oder Münzen in den Pott zahlen. Dabei werden einfache Fehlwürfe mit zwei verschiedenen Würfelwerten mit einem geringen Wert (1 Chip), leichte Päsche (2-2, 3-3, 4-4, 5-5) mit einem höheren Wert (2 Chips) und schwere Päsche (1-1) mit dem höchsten Wert (4 Chips) bestraft. Im Fall eines Paschs für einen Span, den bereits ein anderer Spieler besitzt, bekommt dieser die Hälfte der Strafzahlung und die andere Hälfte wird in den Pott gezahlt. Handelt es sich um die Hauptkrone bekommt der Besitzer 3 Chips und nur einer geht in den Pott, allerdings muss er die Krone an den Fehlschützen weitergeben. Ein Schuss auf das Bruststück (6-6) wird mit einer Prämie von 4 Chips aus dem Pott belohnt.
Das Brustschild ist das letzte Teil des Adlers, dass erst dann freistehend ist, wenn rundherum alle anderen Teile entfernt wurden. Der Spieler, der dieses letzte Stück trifft, indem er eine 6-6 würfelt, gewinnt das Spiel und ist Schützenkönig. Er gewinnt damit auch den kompletten verbliebenen Einsatz aller Spieler aus dem Pott, zahlt jedoch an den letzten Spieler, der eine 6-6 geworfen hatte, eine Prämie von 6 Chips aus seinem Gewinn und kauft dem Besitzer der Hauptkrone diese für 12 Chips ab. Für das nächste Spiel hat der Schützenkönig den ersten Schuss.

## Varianten
Das Spiel kann in mehreren Varianten gespielt werden, die zum einen einzelne Regeln wie etwa die Einsatz- und Prämienregeln betreffen, oder den Aufbau des Adlers und die Anzahl der Würfel. Kastner schlägt in seiner Die große Humboldt Enzyklopädie der Würfelspiele eine modernere Variante mit einem einfacheren Adler und dem Einsatz von fünf Würfeln vor. Dabei können die Schwungfeder mit Zweier-Päschen (1-1 bis 6-6) entfernt werden, für alle anderen Teile werden Dreier-Päsche bzw. Triples benötigt. Fehlwürfe werden bei dieser Version nicht bestraft.

## Hintergrund und Geschichte

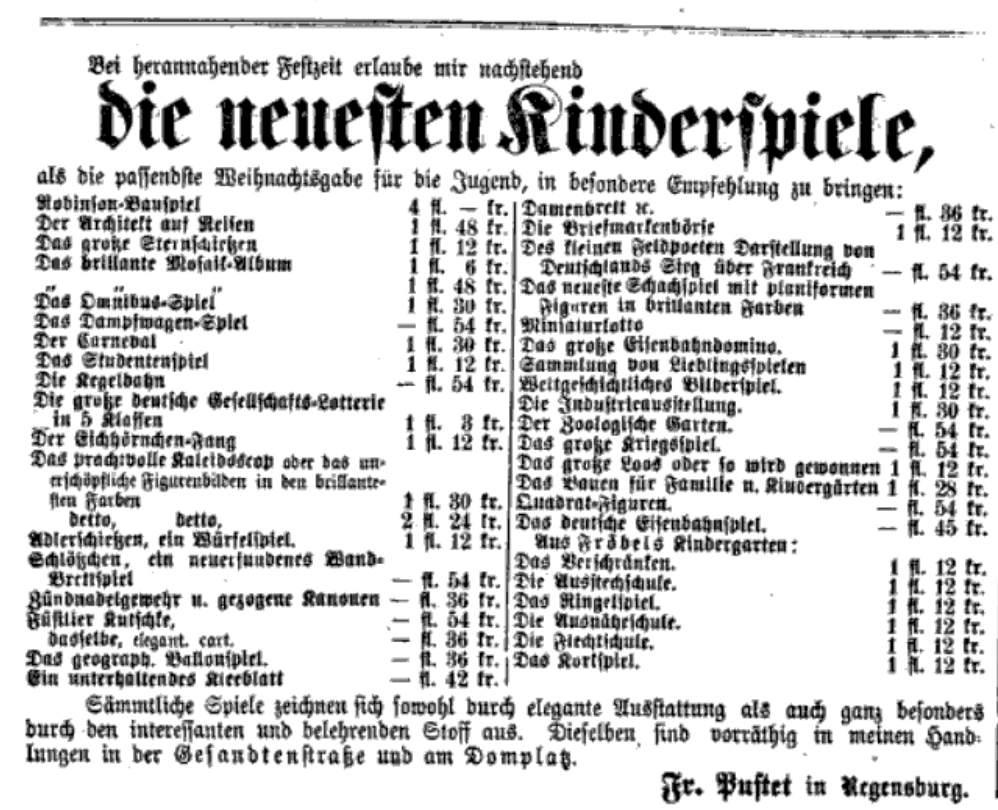
Annonce aus dem Regensburger Morgenblatt, 13. Dezember 1871; darin u. a. das Adlerschießen

Das Adlerschießen entstand wahrscheinlich im 18. Jahrhundert und wurde vom Vogelschießen der Schützenvereine inspiriert, deren Tradition bis in das Mittelalter auf das Vogelschießen mit einer Armbrust zurückgeht. Für das Spiel wurden mitunter aufwändig gestaltete Adlergrafiken und Holzadler hergestellt, auf deren Teilen die zu erwürfelnden Zahlen aufgemalt wurden.
Um 1840 erschien „Das Adlerschiessen auf dem Tische“ von dem 1828 gegründeten Verlag Winckelmann & Söhne in Berlin mit 46 mit Würfelzahlen versehenen Einzelteilen, die sich zu einem etwa 40 bis 50 Zentimeter großen russischen Doppeladler zusammenbauen ließen. In den 1940er Jahren wurde das Spiel von Walther Blachetta, der als Schriftleiter in der Reichspressestelle der NSDAP arbeitete und zu Propaganda und Volksbeschäftigung zahlreiche Spiel- und Liederbücher veröffentlichte, in dessen Buch Das große Spielmagazin aufgenommen und mit einem Bastelbogen für einen Adler veröffentlicht. In den 1950er Jahren erschien es als Adlerschiessen beim Otto Maier Verlag Ravensburg.

## Belege
1. 1 2 3 4 5 6 7 8  „Adlerschiessen“. In: Hugo Kastner: Die große Humboldt Enzyklopädie der Würfelspiele. Humboldts Verlags GmbH, Baden-Baden 2007; S. 68–71. ISBN 978-3-89994-087-9.
2. 1 2 3  „Das Adlerschießen“. In: Walther Blachetta: Das große Spielmagazin. Verlag Erich Klinghammer, Berlin 1942; S. 70–72.
3. 1 2  Das Adlerschießen auf dem Tische, Beschreibung auf lot-tissimo.com, abgerufen am 23. März 2020.
4. ↑  Adlerschiessen bei ludorium.at, abgerufen am 23. März 2020.